# Лесная генетта
Лесная генетта (лат. Genetta pardina) — вид хищных млекопитающих семейства виверровых.
Распространён от Сенегала до Ганы, хотя восточная граница является неопределённой. Присутствует в широком диапазоне сред обитания; обычно ограничивается первичными и вторичными влажными лесами, галерейным лесом и влажными лесистыми местностями, но также встречается в лесных насаждениях, кустистых районах и пригородных районах.
Большие угрозы неизвестны. Однако попадается на рынках мяса диких животных. Присутствует на нескольких охранных территориях в пределах ареала. 